# Machlandviertel

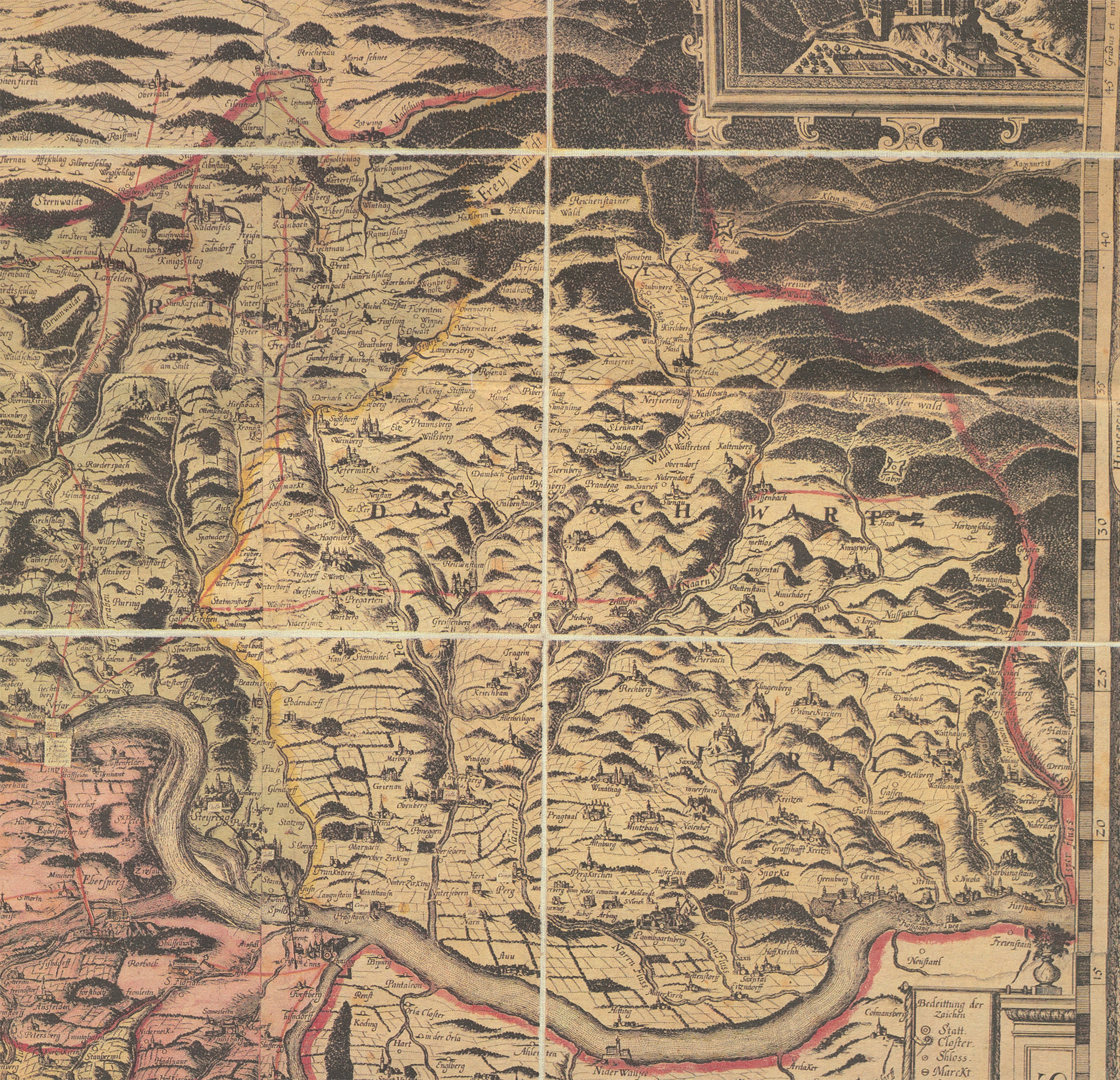
Das Schwartzviertl. Ausschnitt aus Vischers Archiducatus Austriae Superioris Descriptio

Das Machlandviertel war einer der ursprünglichen Siedlungsräume Oberösterreichs. Es erstreckte sich  nördlich der Donau über einen Großteil des heutigen unteren Mühlviertels. Im 17. und 18. Jahrhundert wurde es auch Schwarzviertel genannt. Nachdem 1779 das Innviertel neu zu Österreich gekommen war, wurde das Machlandviertel mit dem heutigen oberen Mühlviertel vereinigt. Gemeinsamer Name wurde Mühlviertel.

## Geschichte
Der Name „Machland“ geht vermutlich bis in das 11. Jahrhundert zurück. In einer mit 1074 datierten Fälschung des wahrscheinlich 1067 im Original ausgestellten Stiftungsbriefes für das Augustinerchorherrenstift St. Nikola (Passau) nennt Bischof Altmann von Passau den (später 1075 bis 1095 amtierenden) Markgrafen Leopold als Vogt für im „Machlant“ gelegene Güter des Stiftes. Der Stiftsbrief des Nonnenklosters Erla, der zeitlich nicht genau einzuordnen ist, nennt einen Vladrich de Maclant. Urkundlich sind im 12. Jahrhundert einige edelfreie Herren von Machland belegt, als deren bedeutendster Otto von Machland als Stifter von Stift Baumgartenberg 1142 und des Stiftes Waldhausen 1147 gilt. Als geografischer Begriff begegnet uns das Machland dann im 13. Jahrhundert in einer Urkunde König Ottokars als „Achland“.
Der Name hat seither viele verschiedene Deutungen erfahren. Die einen vermuten eine slawische Wurzel (slaw.: mogyljane, moglan, mogyla = Mugel, Hügel), andere leiten den Begriff aus dem Keltischen ab. Am naheliegendsten ist es, den Begriff mit Ache (=Wasser) in Verbindung zu bringen und mit „Land des Wassers“ zu übersetzen.
Das Machland gehört zu den ältesten Siedlungsräumen Österreichs. Bronzezeitliche Funde im Raum Mitterkirchen und das Römerkastell am Sporn von Wallsee belegen die Bedeutung dieses alten Donauüberganges. Die Lage am Limes und die zeitweilige Zugehörigkeit zum Römischen Reich sowie die Lage im Altsiedelland der Mark Österreich seit 976 dokumentieren den kontinuierlichen Verlauf der Siedlungsentwicklung und Urbarmachung dieses Raumes. Echte Ortsnamen mit dem Suffix -ing (z. B. Hütting, Inzing, Arbing) zeigen die bajuwarische Zuwanderung, während slawische Ortsnamen wie Tobra und Tabor die frühmittelalterliche Besiedlungssituation markieren.

## Historische und politische Beschreibung

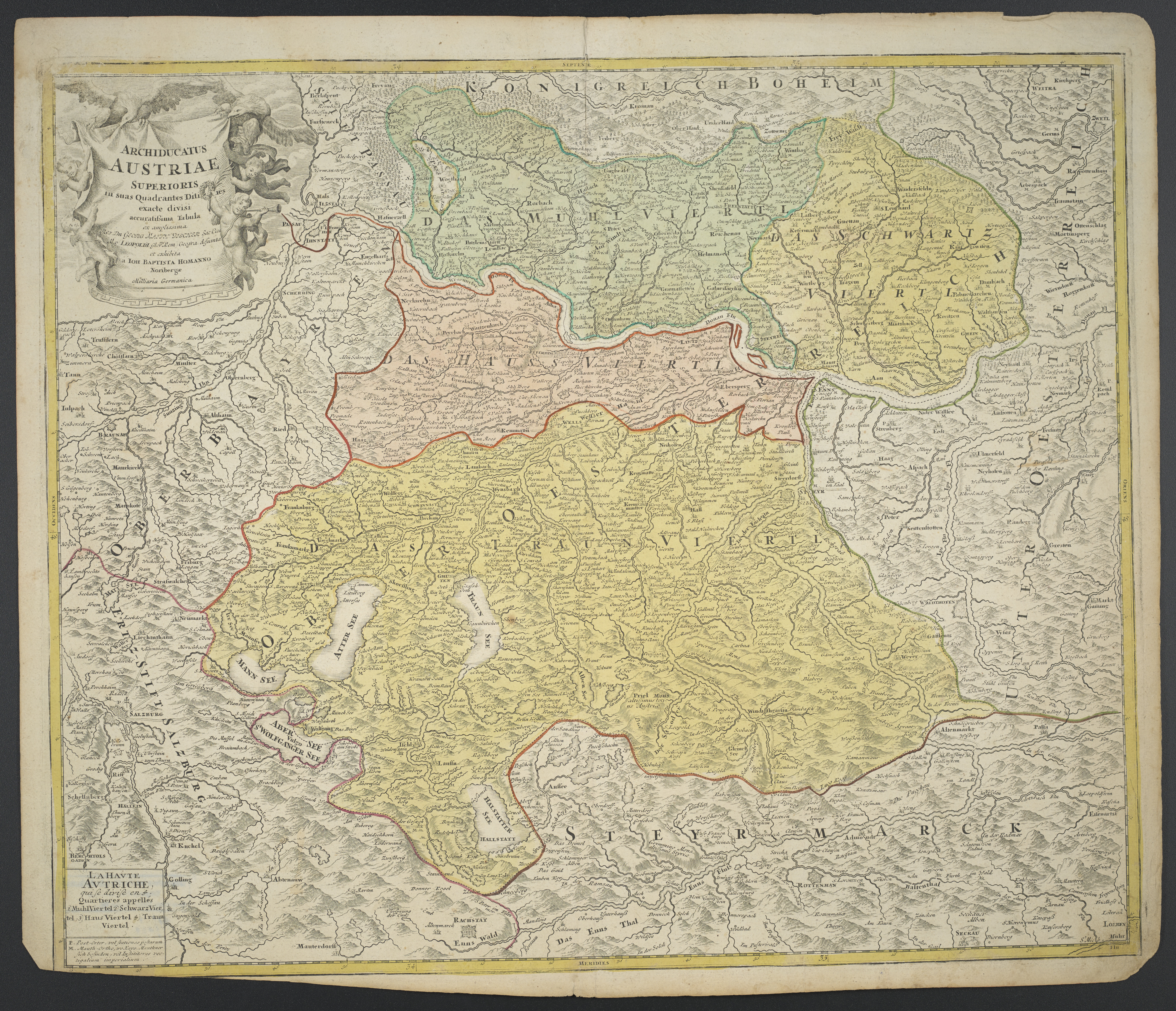
Oberösterreich-Karte von um 1715 mit den damaligen Vierteln. Das Machlandviertel liegt rechts oben. Die Schreibung lautet hier Schwar(t)z Viert(e)l

Das Machland war bereits ab dem 10. Jahrhundert mit der babenbergischen Mark bzw. später (ab der Mitte des 12. Jahrhunderts) mit dem Herzogtum Österreich verbunden. Die westlich angrenzende Riedmark dagegen kam erst ab dem 12. Jahrhundert zu Lasten des Herzogtums Bayern unter den Einfluss des Herzogtums Österreich.
Als Machland (in Urkunden auch als Mahhlant, Mahelant, Mahlant, Maclant, Magelant, Achelant, Ahelant geschrieben) wurde noch bis Mitte des 13. Jahrhunderts ein schmaler Streifen zwischen Aist und Sarmingbach entlang der Donau im heutigen unteren Mühlviertel bezeichnet, während der verbleibende, flächenmäßig weitaus größere Teil des heutigen unteren Mühlviertels die Riedmark bildete.
1478 wurde auf Vorschlag der oberösterreichischen Landstände aus Gründen der Landesverteidigung vier Organisationseinheiten geschaffen:
- das Mühlviertel,
- das Machlandviertel,
- das Hausruckviertel und
- das Traunviertel.

Die Abgrenzung zwischen dem westlichen damaligen Mühlviertel und dem östlichen Machlandviertel war der Haselgraben und nördlich davon die Große Rodl. Das Machlandviertel bestand dabei aus der größeren Riedmark und dem kleineren Machland.
Die Grenze zwischen Riedmark und Machland verlief von der Mündung der Aist in die Donau über Aisthofen gegen Perg. Von dort in einem Bogen über Münzbach bis nahe an die Donau bei Mitterkirchen. Dann wieder landeinwärts bis St. Thomas am Blasenstein. Von dort noch einmal bis Pannholz bei Grein und von dort hinauf nach St. Georgen am Walde.
Nachdem 1779 durch den Frieden von Teschen das Innviertel an Oberösterreich gefallen war, wurden die beiden nördlich der Donau liegenden Viertel, also Mühl- und Machlandviertel zusammengefasst, um die Organisation von vier Vierteln weiter aufrechtzuerhalten. Der gemeinsame Name lautete Mühlviertel, nun unterteilt in ein oberes und unteres Mühlviertel. Statt Machlandviertel setzte sich anschließend der Begriff Machland (ohne -viertel) für die fruchtbare Ebene nahe der Donau und mit der Bezirksstadt Perg durch. Der Begriff Riedmark erhielt sich bei Ortsnamen.